# Leiningen-Heidesheim
Das Haus Leiningen-Heidesheim, ab 1803 Leiningen-Neudenau, war eine gräfliche Linie des Adelshauses Leiningen und regierte von 1787 bis 1801 die Grafschaft Leiningen-Heidesheim (im heutigen Rheinland-Pfalz), von 1803 bis 1806 die Grafschaft Leiningen-Neudenau (im heutigen Baden-Württemberg); danach gehörte sie zu den Standesherren im Großherzogtum Baden.

## Entstehung des Hauses
Das Adelsgeschlecht Leiningen-Heidesheim gehörte der Hardenburger (auch Dagsburger) Linie des Hauses Leiningen an.
Der aus diesem Familienzweig entstammende Graf Johann Ludwig von Leiningen-Falkenburg (1643–1687) lebte bzw. regierte in Guntersblum bei Worms und hatte aus einer ersten, inoffiziellen Verbindung mit Amalie Sybille von Daun (Tochter des Wilhelm Wirich von Daun-Falkenstein) einen unehelichen Sohn (* 1673) mit gleichem Namen wie der Vater, der von der regulären Erbfolge ausgeschlossen war.
Der Vater Graf Johann Ludwig von Leiningen-Falkenburg verließ seine Lebensgefährtin Amalie Sybille von Daun – mit der er nach eigenen Angaben in einer „Gewissensehe“ gelebt hatte – und verheiratete sich 1678 mit Sophia Sibylla Gräfin von Leiningen-Westerburg-Oberbronn. Die aus dieser nunmehr offiziellen Verbindung hervorgehenden Nachkommen wurden in der Linie Leiningen-Falkenburg erbberechtigt, erloschen jedoch 1774 im Mannesstamm, nachdem sie sich zuvor in die beiden Unterlinien Leiningen-Falkenburg-Guntersblum und Leiningen-Falkenburg-Heidesheim aufgeteilt hatten. Aus dem letzteren erloschenen Zweig (Falkenburg-Heidesheim) entstammte Maria Luise Albertine zu Leiningen-Dagsburg-Falkenburg (1729–1818), die Großmutter König Ludwig I. von Bayern. Beim Erlöschen des Mannesstammes der Linie Leiningen-Falkenburg zogen die Verwandten aus der Linie Leiningen-Dagsburg-Hardenburg (1779 gefürstet) alle Besitzungen von Leiningen-Falkenburg an sich.
Der uneheliche Sohn des Grafen Johann Ludwig von Leiningen-Falkenburg, der den gleichen Namen wie der Vater trug, hatte sich mit Ernestina, Gräfin von Velen und Meggen verheiratet. Deren Sohn Johann Franz (* 1698) heiratete Charlotte Gräfin von Walderode-Eckhausen (verwitwete Gräfin von Formentini). Die beiden Söhne jenes Paares, Wilhelm Carl und Wenzel Joseph verklagten ihre Verwandten, die Fürsten von Leiningen-Dagsburg-Hardenburg, beim Reichshofrat auf Herausgabe des 1774 eingezogenen Besitzes ihres Urgroßvaters bzw. reklamierten ihre Rechte auf Sukzession in ihrem Leiningen-Falkenburgischen Familienstamm, von der sie bisher wegen der unehelichen Geburt ihres Großvaters ausgeschlossen waren.
Durch Entscheidungen des Reichshofrates vom 15. Februar 1782, vom 4. Februar 1783 und vom 19. August 1784 wurden ihre Ansprüche als berechtigt anerkannt. Hierauf kam es schließlich zwischen ihnen und den Fürsten von Leiningen-Dagsburg-Hardenburg am 17. Januar 1787 zu einem Vergleich, durch den sie zu Souveränen der beiden Leiningen-Falkenburgischen Ämter Guntersblum und Heidesheim, mit den dort existierenden Schlössern der ausgestorbenen Linie erklärt wurden. Den Rest des eingezogenen Leiningen-Falkenburgischen Besitzes verblieb bei den Fürsten zu Leiningen-Dagsburg-Hardenburg.
So entstanden als Fortsetzung des bisher als erloschen geltenden Familienstammes Leiningen-Falkenburg die beiden eigenständigen Grafenhäuser Leiningen-Heidesheim unter Graf Joseph Wenzel und Leiningen Guntersblum unter dessen Bruder Wilhelm Carl.

## Die Grafschaft Leiningen-Heidesheim

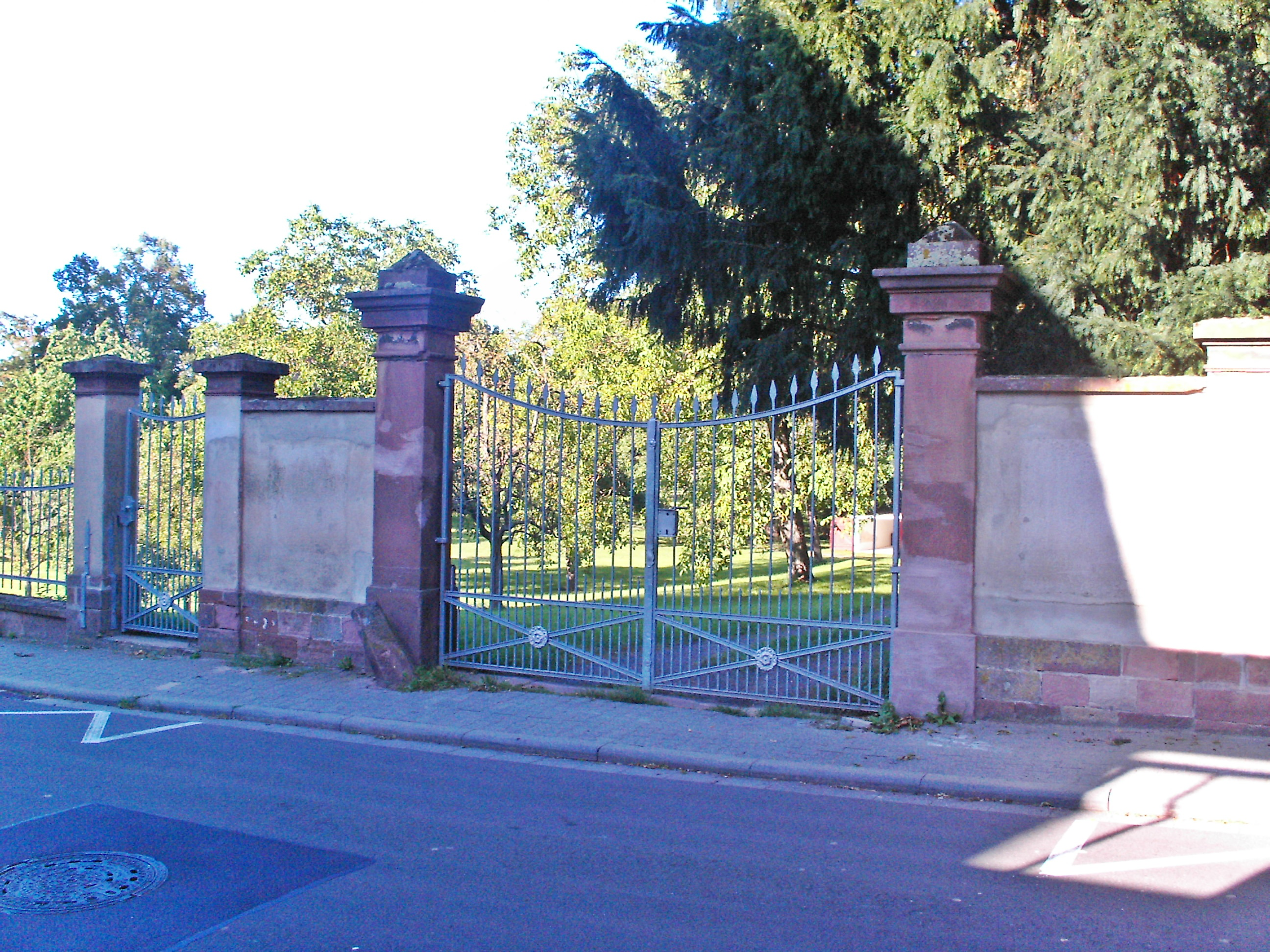
Eingang zum Schlosspark Heidesheim (2011)

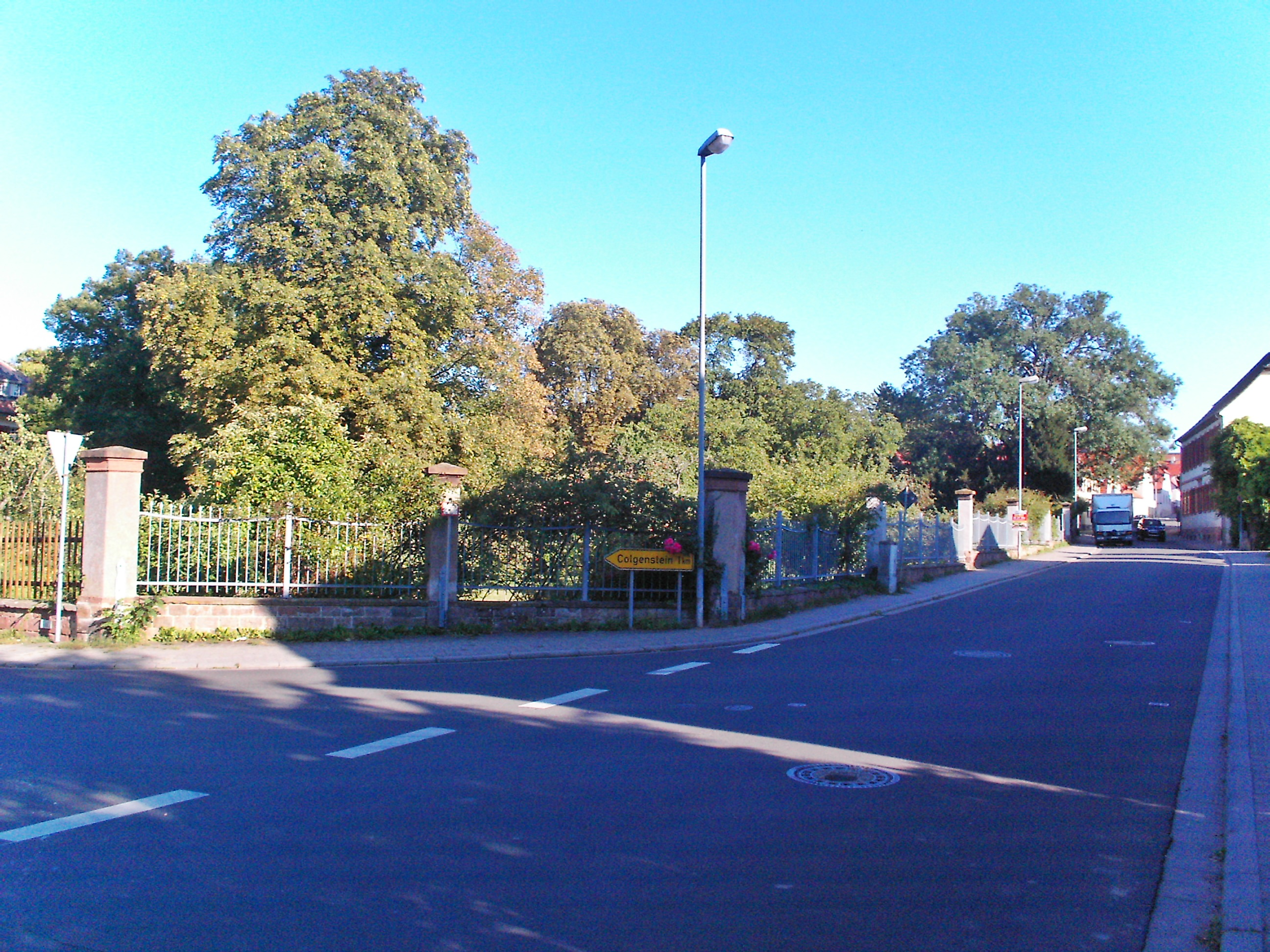
Schlosspark Heidesheim (2011)

Die Grafschaft Leiningen-Heidesheim wurde 1787 gegründet, nachdem durch Reichshofratsentscheidung von 1784 die Leininger Familienlinie Leiningen-Falkenburg als nicht mehr erloschen galt und die noch lebenden, männlichen Nachkommen als legitim in der Erbfolge anerkannt waren. Das frühere Territorium war 1774 von den nächsten Verwandten aus der Linie Leiningen-Dagsburg-Hardenburg eingezogen worden und wurde nun, nach der gerichtlichen Entscheidung, teilweise an die Linie Leiningen-Falkenburg zurückerstattet.
Bei den legitimen Erben handelte es sich um zwei Brüder aus der falkenburgischen Familienlinie, nämlich um Wilhelm Carl (1737–1832) und Wenzel Joseph (1738–1825).
Wilhelm Carl erhielt aus dem Besitz seiner Vorfahren das ehemals leiningen-falkenburgische Amt Guntersblum zurück und errichtete dort seinen eigenen gräflichen Staat Leiningen-Guntersblum, welcher später, infolge des Reichsdeputationshauptschlusses von 1803, auf die rechte Rheinseite, nach Billigheim transferiert wurde und dann Leiningen-Billigheim hieß.
Der jüngere Bruder, Wenzel Joseph, Geheimer Rat und Vize-Obermarschall des Trierer Kurfürsten Clemens Wenzeslaus von Sachsen, erhielt das alte leiningen-falkenburgische Amt Heidesheim zurück, das die Pfälzischen Ortschaften Heidesheim, Colgenstein, Mühlheim an der Eis, Kindenheim und Erpolzheim, sowie drei Viertel des Dorfes Steinbach am Donnersberg umfasste. Die Residenz dieses Zwergstaates von dem nur die drei Dörfer Heidesheim, Colgensteil und Mühlheim territorial zusammenhingen, während die anderen Gemeinden Exklaven waren, richtete der Graf auf dem bereits existierenden Schloss Heidesheim ein. Beide neuen Grafschaften Leiningen-Guntersblum und Leiningen-Heidesheim waren als einzige Leininger Territorien katholisch, wodurch auch die katholische Religion in jenen fast rein protestantischen Gebieten wieder in bescheidenem Maß auflebte. So richtete Wenzel Joseph in seinem Heidesheimer Schloss eine katholische Hauskapelle ein, die offenbar auch als inoffizielle Pfarrkirche der dortigen Katholiken diente, da hier die Heiligen Öle aufbewahrt wurden. Es ist in den Wormser Weihetagebüchern dokumentiert, dass Weihbischof Stephan Alexander Würdtwein am 1. September 1791 eine Pyxis weihte, die zur Aufbewahrung der Hl. Öle in der Hauskapelle des Grafen Wenzel von Leiningen-Heidesheim diente.
Einziger Graf von Leiningen-Heidesheim war Wenzel Joseph (1738–1825), der mit seiner Gattin Maria Margareta Katharina Elisabeth Ferdinanda Walburga Eva Freiin von Sickingen zu Ebernburg (1741–1795) und ihren sechs Kindern (einen Sohn namens Klemens Wilhelm und fünf Töchter) bis zur Vertreibung durch die französische Revolutionsarmee in Heidesheim lebte. Das Schloss brannten die Franzosen 1794, im Ersten Koalitionskrieg nieder, die Grafenfamilie floh. Vom Heidesheimer Schloss ist nur noch die Parkanlage erhalten.
Durch den 1797 geschlossenen Frieden von Campo Formio – endgültig bestätigt durch den Vertrag von Lunéville (1801) – fiel die Grafschaft Leiningen-Heidesheim an Frankreich und wurde dem Département du Mont-Tonnerre mit Regierungssitz in Mainz einverleibt. Ab 1816 kam die ehemalige Grafschaft an den neuen Rheinkreis des Königreichs Bayern.

## Die Grafschaft Leiningen-Neudenau

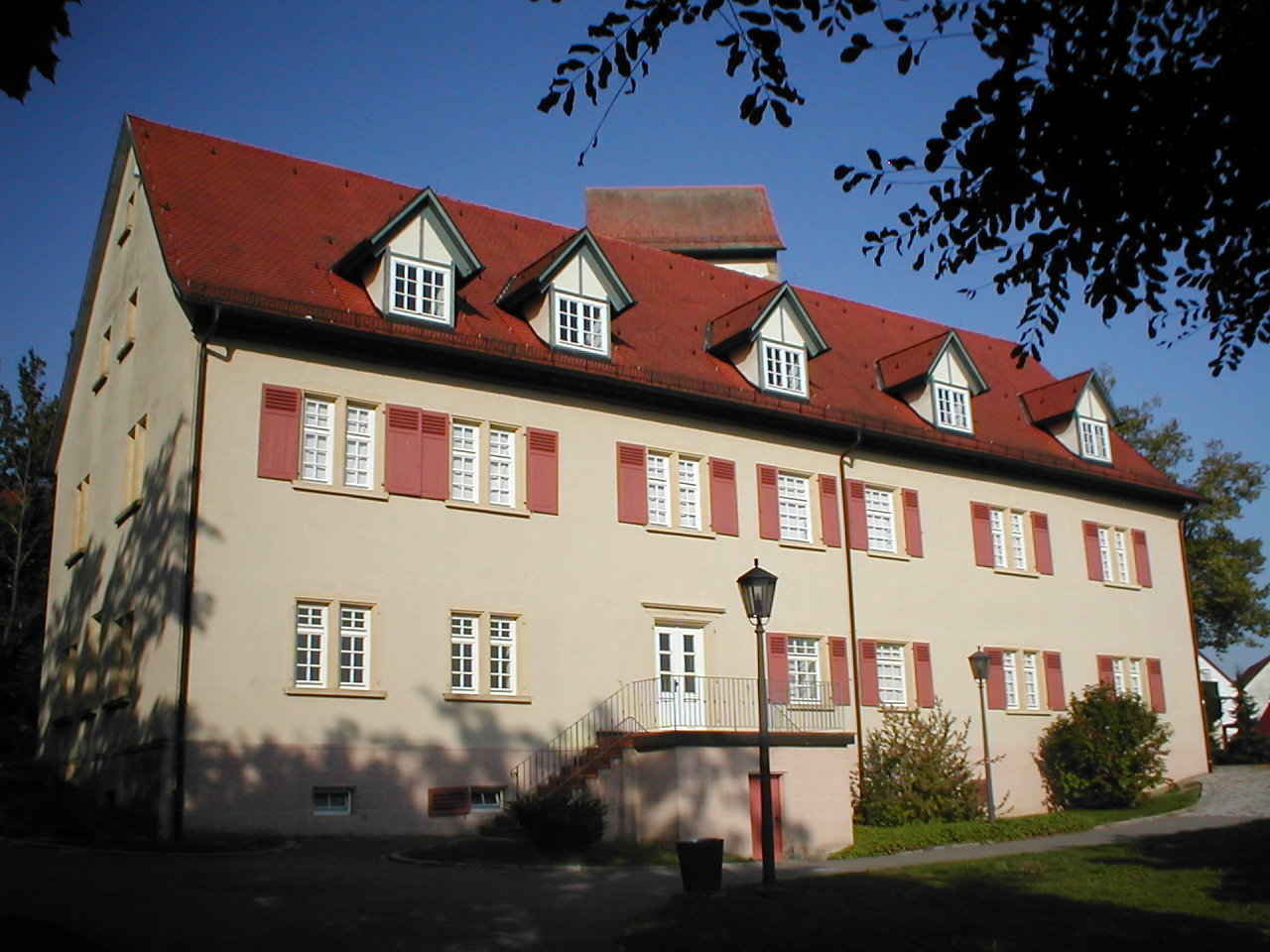
Schloss Neudenau, Sitz der Grafen ab 1803

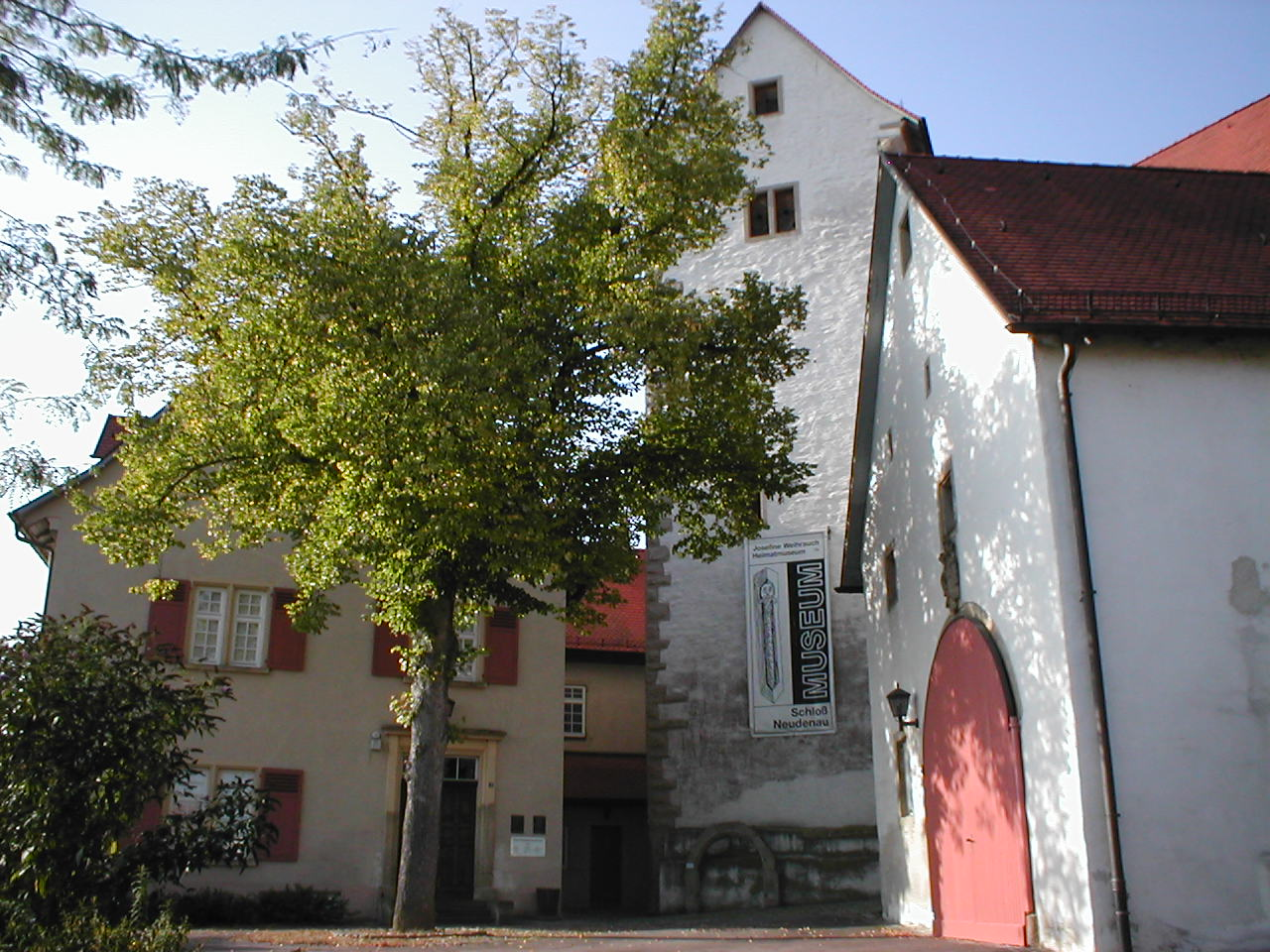
Schloss Neudenau, Bergfried

Beim Reichsdeputationshauptschluss von 1803 wurden die linksrheinischen Souveräne, deren Territorien an Frankreich gefallen waren, mit bisher geistlichen Besitztümern auf der rechten Rheinseite entschädigt. Der inzwischen verwitwete Graf Wenzel Joseph von Leiningen-Heidesheim erhielt die ehedem kurmainzische Kellerei Neudenau mit dem dortigen Schloss, wo er ab 1803 mit seiner Familie residierte, sowie die Orte Herbolzheim und Stein am Kocher. Der Graf verheiratete sich im gleichen Jahr wieder und hatte mit seiner zweiten Gattin Maria Viktoria Crescentia Josephina Freiin von Grünberg nochmals einen Sohn namens Klemens August Wenzeslaus (1805–1862). Er wurde auf Schloss Neudenau geboren und der Name der Grafschaft bzw. des Geschlechtes wechselte von „Leiningen-Heidesheim“ zu „Leiningen-Neudenau“.
Auch in Neudenau war Graf Wenzel Joseph nur eine kurze Regierungszeit beschieden. Schon 1806 mediatisierte man den Kleinstaat Leiningen-Neudenau und verleibte ihn dem Großherzogtum Baden ein. Graf Wenzel Joseph verlor zum zweiten Mal seine Souveränität und war nun nur noch ein dem badischen Großherzog untergebener Standesherr. In dieser Eigenschaft gehörten er und seine Nachfolger automatisch der Ersten Kammer der Badischen Ständeversammlung an.
Graf Wenzel Joseph starb am 15. Januar 1825 zu Neudenau und sein Sohn Klemens Wilhelm (aus erster Ehe) trat als Graf in die Standesherrschaft ein. Dieser starb bereits am 17. November 1826 und wurde von seinem Halbbruder (aus der zweiten Ehe des Vaters) August Clemens Wenzeslaus (1805–1862) beerbt. Beim Tod dessen Sohnes Karl Theodor Ernst August Wenzeslaus, Graf zu Leiningen, Herr zu Herbolzheim (1844–1910) starb das Grafenhaus Leiningen-Heidesheim bzw. Leiningen-Neudenau 1910 im Mannesstamm aus. Da Graf Karl Theodor (1844–1910) 1869 eine nicht standesgemäße Ehe mit einer Frau aus bürgerlicher Herkunft eingegangen war, gab er die Standesherrschaft Leiningen-Neudenau an seinen jüngeren Bruder Maximilian (1853–1899) ab, der diese jedoch 1876 per Familienvertrag an den nächsten Bruder Emich (1855–1896) abtrat. Als Emich 1896 kinderlos starb, hätte sein 1882 geborener Neffe Emich Max (1882–1901) die Nachfolge antreten können. Da dieser aber noch nicht volljährig war und bereits 1901 im Alter von 18 Jahren ohne Nachkommen starb, war die Standesherrschaft Leiningen-Neudenau ab 1896 nicht mehr in der Ersten Kammer der Badischen Ständeversammlung vertreten.

## Varia
Die nachträgliche Anerkennung der sogenannten „Gewissensehe“ und die daraus resultierende Erbberichtigung der Nachkommen bzw. der Rechtsstreit darüber stellte einen juristischen Präzedenzfall dar, über den sich auch viele zeitgenössische Rechtsgelehrte äußerten, z. B. Johann Ludwig Klüber (1762–1837) und Karl Friedrich Dieck (1798–1847).
In ihrem großen Familientitel fügten die gräflichen Familienangehörigen seit 1803 auch das Attribut „Herr zu Herbolzheim“ bei.
Das Wappen der Grafen von Leiningen-Heidesheim war das Leininger Stammwappen, also in Blau drei rot-bewehrte silberne Adler, überhöht von einer Grafenkrone.
Die Wappen der benachbarten und verwandten Grafschaften Leiningen-Neudenau und Leiningen-Billigheim wurden – auf einem Schild vereinigt – 1807 in das große Staatswappen des Großherzogtums Baden eingefügt.